# Ллантвіт-Мейджор
Лла́нтвіт-Ме́йджор (англ. Llantwit Major, валл. Llanilltud Fawr) — місто на півдні Уельсу, в області Долина Гламорган.
Населення міста становить 13 366 осіб (2001).